# Bely plachtchik
Singles de t.A.T.u.
Loves Me Not
(2006) 220
(2008)
Bely plachschik (en russe : Белый плащик - « L'Imperméable blanc ») est le premier single du groupe t.A.T.u. du troisième album Russe Vesiolyïe oulybki (en russe : Весёлые улыбки - Les sourires gais), auparavant Oupravlenie Otbrosami (en russe : Управление отбросами - La Gestion des Déchets).
Il a été diffusé pour la première fois sur MTV Russia (en) le 29 novembre 2007. L'hyperion-plate est sorti le 20 mai.
Les paroles de la chanson sont la combinaison de trois vers d'un poème de la participante du fan-club officiel du groupe. Son pseudonyme - eza. Son nom réel - Maria Maksakova.

## La liste des chansons
CD
1. Beliy Plaschik
2. White Robe
3. Beliy Plaschik (Plant of Nothing remix)
4. Beliy Plaschik (No Mercy remix)
5. Beliy Plaschik (Marsiano remix)
6. Beliy Plaschik (House of Robots remix)
7. Beliy Plaschik (Astero remix)
8. 220

DVD
1. Beliy Plaschik (Version TV)
2. Beliy Plaschik (Version non censurée)
3. Beliy Plaschik ("Making of video")
4. Beliy Plaschik (Version Instrumentale)
5. Beliy Plaschik (A cappella)
6. Les photos de Beliy Plaschik
7. Bonus pour téléphones mobiles